# マカリミ・アビソラ・アデチュブ
マカリミ・アビソラ・アデチュブ（ヨルバ語: Makarimi Abissola Adechoubou、1953年2月5日 - ）は、ベナンの開発経済学者、農村経済学者、大使。フランス領ダホメ（現・ベナン）生まれ、アビジャン大学（現・フェリックス・ウフェ＝ボワニ大学、UFHB）出身。ベナンや他のアフリカ諸国で経済開発に従事した後、2017年から2021年にかけて駐日ベナン大使を務めた。姓名の順で、アデチュブ・マカリミ・アビソラ（ヨルバ語: Adechoubou Makarimi Abissola）と呼ばれることも少なくない。

## 学歴
- 1982年: アビジャン大学（フランス語版、英語版）（現・フェリックス・ウフェ＝ボワニ大学（フランス語版、英語版）、UFHB）開発経済学博士取得[1]
- 1988年: アビジャン大学農村経済学博士取得[1]
- 2009年: ハーバード・ケネディ・スクール（HKS）エグゼクティブ・プログラム履修[1]

## 経歴
- 1990年10月 - 1995年4月: ベナン信用組合（フランス語: Faîtière des Caisses d'Epargne et de Crédit Agricole Mutuel du Bénin、略称: FECECAM-Bénin）ディレクター[1]
- 1995年4月 - 2015年2月: 国際連合資本開発基金（英語版）（UNCDF）、セネガル、トーゴ、南アフリカ共和国、エチオピア等で、技術アドバイザー、地域事務所長等を歴任[1]
- 2015年3月 - 2017年10月: 金融包摂及び農村開発の専門家、コンサルタントとしてアフリカ開発銀行（AfDB）、国際農業開発基金（IFAD）、国際連合開発計画（UNDP）に協力[1]
- 2017年 - 2021年10月[2]: 駐日ベナン大使（信任状捧呈は12月11日[3]）[1]